# Daliah Lavi
Daliah Lavi (Hebreeuws: דליה לביא), geboren als Daliah Lewinbuk, (Shavei Zion, 12 oktober 1942 – Asheville, 3 mei 2017) was een Israëlische actrice, zangeres en model.

## Biografie
Daliah Lavi werd geboren in het toenmalige Brits Palestina, zij was dochter van Ruben en Ruth Lewinbuk die Duits-joods en Pools-joods waren.
Toen zij 10 jaar oud was leerde zij Kirk Douglas kennen op de filmset van de film The Juggler, en hij haalde haar ouders over om haar in Stockholm een balletstudie te gaan doen. Daar verscheen ze in haar eerste film in 1955, Hemsöborna. Wegens een te lage bloeddruk en de dood van haar vader moest ze echter de opleiding stopzetten. Bovendien kon ze ook niet aan het Zweedse klimaat wennen. Terug in Israël begon haar carrière pas echt in 1960 toen ze in vele films verscheen in vele talen, ook Duitse, Franse, Italiaanse, Spaanse en Engelse films. Een van haar bekendste rollen is die van gijzelnemer in de James Bond-parodie Casino Royale uit 1967. Haar laatste film was een western comedy, Catlow, met als tegenspeler Yul Brynner
Haar eerste echtgenoot was een Fransman, die haar meenam naar Parijs. Zo speelde ze in vele Franse films, maar ze trok ook naar Hollywood en werd genomineerd voor een Golden Globe. Ze speelde aan de zijde van steracteurs, zoals Christopher Lee, Dean Martin, Peter O'Toole, Peter Sellers en Yul Brynner.
Aan het einde van haar filmcarrière kwam Lavi in een BBC-show waar ze een liedje zong. Haar doorrookte stem werd meteen opgemerkt en Lavi kon beginnen aan een zangcarrière. In 1970 nam ze voor België deel aan het eerste World Popular Song Festival in Tokio met het lied Prends l'amour. Ze kwam in de finale en eindigde als 13de. Ze bracht het lied ook uit in het Duits (Liebeslied jener Sommernacht), in het Engels (Love's song) en nog verscheidene talen. Het meeste succes zou ze boeken in Duitsland met hits als Oh, wann kommst du? (1970) en Willst du mit mir geh'n?.
Ze coverde ook vele Engelstalige hits en maakte er een schlager van. Zo maakte ze van Stevie Wonders I Just Called to Say I Love You, Ich wollt' nur mal mit dir reden.
Begin jaren negentig trok ze zich terug uit het openbare leven met haar vierde man in de staat North Carolina in de Verenigde Staten. In 2008 bracht ze echter toch nog een nieuw album uit, getiteld C'est la vie – So ist das Leben. In 2017 overleed Lavi. Ze is in Israël begraven.

## Discografie

### Singles
- 1969: Love's Song (Canción de amor – Adelina) / Best to Forget (Mejor olvidar)
- 1970: Liebeslied jeder Sommernacht
- 1970: Prends l; amour / Toi et moi on se ressemble
- 1970: Won't You Join Me? / Black Paper Roses
- 1971: Jerusalem
- 1971: Oh, wann kommst du
- 1971: Wer hat mein Lied so zerstört, Ma?
- 1971: Willst du mit mir gehen
- 1971: Schwabadaba Ding Ding
- 1972: Ich glaub' an die Liebe
- 1972: Meine Art Liebe zu zeigen
- 1972: Schlaf' ein, mein Kind
- 1972: Die großen Vier von Daliah Lavi (2 Singles)
- 1972: Die großen Vier von Daliah Lavi – Folge 2 (2 Singles)
- 1972: Here's to You
- 1972: I'm Leaving
- 1972: Lieben sie Partys?
- 1973: Es geht auch so
- 1973: Wär ich ein Buch
- 1973: Fool
- 1973: Lass die Liebe auferstehn
- 1973: Let the Love Grow (In Your Heart)
- 1975: Nichts haut mich um – aber du
- 1976: Das bleibt immer ein Geheimnis
- 1976: Worte wie Pfeile
- 1977: Weißt du, was du für mich bist?
- 1977: Wie die Schwalben (Snowbird)
- 1978: Du bist mein Problem
- 1981: Flüster…
- 1982: Mut
- 1982: Von dir krieg' ich nie genug (Promises)
- 1983: Daliah Lavi (EP)
- 1983: Ich muss nur sterben (und sonst gibt es kein Muss)
- 1983: Jahresringe
- 1984: Ich wollt' nur mal mit dir reden
- 1984: Die erste Nacht der Ewigkeit
- 1985: Nur wenn ich lache, tut’s noch weh
- 1985: Wir sind gebrannte Kinder
- 1986: In deinen Armen
- 1987: Love / Danke (Ola Kala)
- 1990: Gospodin
- 1990: Immer wenn es dunkel wird
- 1994: Ich bin da, um dich zu lieben (met Karel Gott)

### Albums
- 1970: Daliah Lavi
- 1970: Liebeslied jener Sommernacht
- 1971: In Liebe
- 1971: Sympathy
- 1971: Willst du mit mir geh'n
- 1971: Would You Follow Me
- 1972: Ich bin dein Freund
- 1972: Ich geh' den Weg
- 1972: Ich glaub’ an die Liebe
- 1972: Jerusalem
- 1973: Let the Love Grow
- 1973: Meine Art, Liebe zu zeigen
- 1974: I'm Israeli – I’m a Sabra
- 1975: Café Decadence
- 1975: Für große und kleine Kinder
- 1976: Neuer Wind
- 1977: Weißt du, was du für mich bist
- 1978: Bei dir bin ich immer noch zuhaus
- 1980: Willst du mit mir geh'n – Ihre 20 größten Erfolge
- 1983: … wenn schon, dann intensiv
- 1985: Herzblut
- 1990: Lieder des Lebens
- 2008: C'est la vie – So ist das Leben
- 2009: Live mit Band – C'est la vie

### Compilaties
- 1971: Starportrait (box met 2 lp's)
- 1971: Daliah Lavi (box met 2 lp's)
- 1973: Meine Lieblingslieder
- 1974: Daliah Lavi
- 1976: Liebeslied jener Sommernacht
- 1980: Star Gala
- 1982: Von dir krieg’ ich nie genug – Songs von heute und gestern
- 1984: Portrait
- 1986: Ich wollt’ nur mal mit dir reden
- 1994: Ausgewählte Goldstücke
- 1997: Meine Art, Liebe zu zeigen (2 cd's)
- 2003: Willst du mit mir geh’n
- 2009: Schalt dein Radio ein

## Filmografie
- 1955: Hemsöborna
- 1960: Brennender Sand
- 1960: La Fête espagnole
- 1960: Candide ou l’optimisme au XXème siècle
- 1960: Un soir sur la plage
- 1961: Im Stahlnetz des Dr. Mabuse
- 1961: Le Jeu de la vérité
- 1961: Les Puits aux trois vérités
- 1962: Two Weeks in Another Town
- 1962: Das schwarz-weiß-rote Himmelbett
- 1963: La frusta e il corpo
- 1963: Il demonio
- 1963: Das große Liebesspiel
- 1963: Old Shatterhand
- 1964: Cyrano et d'Artagnan
- 1964: DM-Killer
- 1965: Lord Jim
- 1965: La Celestina p.. r..
- 1965: Schüsse im 3/4 Takt
- 1965: Ten Little Indians
- 1965: The Silencers
- 1967: Jules Verne’s Rocket to the Moon
- 1966: The Spy with a Cold Nose
- 1967: Casino Royale
- 1968: Nobody Runs Forever
- 1969: Some Girls Do
- 1970: Der Mann, der den Eiffelturm verkaufte
- 1971: Catlow
- 1991: Mrs. Harris und der Heiratsschwindler (televisiefilm)
- 1997: Duell zu dritt (televisieserie, 15 afleveringen)